# Orlando d'Aragona
Orlando d'Aragona Sormella, signore di Avola (Catania, 1296 ca. – Caltanissetta, 1361), è stato un nobile, politico e militare italiano del XIV secolo.

## Biografia
Nacque presumibilmente nel 1296, dal principe Federico d'Aragona e dalla di lui amante la nobildonna catanese Sibilla Sormella. In quello stesso periodo il padre veniva eletto Re di Sicilia dalla nobiltà isolana che si riunì in parlamento a Palermo per dichiarare decaduto dal trono il fratello maggiore Giacomo II d'Aragona, che nel 1294 aveva deciso di restituire la Sicilia agli Angioini.
Orlando crebbe alla corte del padre, e dopo la morte di questi avvenuta nel 1337, cominciò ad assumere mansioni militari di rilievo: il 15 ottobre 1339, assieme a Giovanni Chiaramonte, conte di Modica, guidò una flotta di 22 galee per liberare Lipari dall'occupazione della flotta angioina comandata Goffredo Marzano, conte di Squillace, composta da 25 galee. Lo scontro tra le armate siculo-aragonesi e quelle angioine avvenne il 17 novembre, e vide la vittoria delle seconde.
Preso prigioniero nella battaglia di Lipari, non fu compreso tra le persone riscattate dal re Pietro II di Sicilia, forse per suggerimento dei Palizzi interessati a tener lontano il principe. Sembrerebbe però che il Re Pietro suo fratellastro, non volle pagare alcun riscatto per lui perché ritenuto responsabile della sconfitta nella battaglia delle Eolie, la cui iniziativa militare presa dallo stesso Orlando, gli era stata sconsigliata da più parti. Del suo riscatto volle occuparsene una nobildonna messinese, Camiola Turinga, che pagò duemila onze d'oro, a condizione che egli la sposasse. L'Aragona però al suo ritorno l'avrebbe trattata con estrema ingratitudine che ebbe larga eco fra i contemporanei: si rifiutò di sposarla per la disparità di natali essendo lui di sangue reale, ma Camiola ricorse al Re Pietro, il quale esaminata la contesa, riconobbe il torto del fratellastro e lo obbligò a sposarla. Ma questa dama, dopo aver ottenuto vittoria, il giorno delle nozze, gli rinfacciò la sua ingratitudine e lo rifiutò.
Durante la minorità di Re Ludovico, ebbe le cariche di governatore di Palermo nel 1343, di stratigoto di Messina nel 1345, appoggiando la politica del fratellastro Giovanni d'Aragona, marchese di Randazzo, e la parzialità catalana, di cui fu uno dei personaggi più in vista.
L'Aragona crebbe ancora d'importanza alla morte di Giovanni: fu ambasciatore in Sardegna nel 1353 per chiedere aiuti al re Pietro IV d'Aragona e più tardi rimase al fianco della Regina Elisabetta e poi del giovane Re Federico in tutte le vicende del Regno. Federico pensò infatti a lui come vicario del Ducato di Atene e Neopatria e si giovò del suo appoggio al momento della crisi provocata dal contrasto con la principessa Eufemia d'Aragona, sempre rimanendo a capo dei "catalani".
Prese parte alla battaglia di Aci, alla difesa di Messina dagli attacchi angioini, e nel 1358 nella riconquista di Vizzini ed Avola: la terra e il castello di quest'ultima località nel Val di Noto gli furono assegnate il 23 aprile 1361 dal Re di Sicilia, che lo investì del titolo di signore. Il 16 giugno dell'anno medesimo gli fu assegnata una rendita annuale di 500 onze sulla secrezia di Randazzo.
Durante le lotte fra Federico Chiaramonte, conte di Modica e Francesco Ventimiglia, conte di Geraci, esponenti della fazione latina, da una parte e il Re Federico IV dall'altra, appoggiato dai Catalani, perì in uno scontro nei pressi di Caltanissetta nell'autunno del 1361.

### Matrimonio e discendenza
Orlando d'Aragona fu sposato con la nobildonna Giovanna di Sanguineto o Sanguineo, così come si evince in Protonotaro del Regno di Sicilia reg.1 c.52r presso Archivio di Stato di Palermo sez. Catena, figlia del miles Riccardo di Sanguineto e di Martina. Fu padre di quattro figli, Alfonso, Federico (che gli succederà nella baronia di Avola, estromettendo i fratelli Alfonso e Giovanni. Viene ucciso dalla popolazione locale nel 1375), Giovanni e Giovanna Rebecca.